# Sennori
Sennori (sardinsky: Sènnaru, Sènnari) je italská obec (comune) v provincii Sassari v regionu Sardinie. Nachází se ve výšce 277 metrů nad mořem a má přibližně 6 900 obyvatel. Rozloha obce je 31,34 km².